# Prosoparia turpis
Prosoparia turpis là một loài bướm đêm trong họ Erebidae.